# Eilema tricolorana
Eilema tricolorana là một loài bướm đêm thuộc phân họ Arctiinae, họ Erebidae.